# Clérice Frères
A razão social Clérice Frères representa vários ilustradores franceses da mesma família – Charles Clérice (1865-1912), Justin Clérice (1863-1908), Victor Clérice (1880-?) do século  XIX, por exemplo, e especializou-se ,entre outras coisas, na produção de cartazes e partituras musicais populares por vezes obscenas.
A empresa foi fundada por Carlos Clérice, nascido em 1865 em Buenos Aires , filho mais velho de Victor Clérice (1823-1876), originário de Tournai-sur-Dive na Normandia, dono de uma fábrica de ônibus localizada na capital argentina (Rua Belgrano). Quando seu pai morreu em 1876, Carlos assumiu o controle da família, incluindo seu irmão Justin e sua irmã Elisa. Inicia então seus estudos musicais, que então cedo abandona para se dedicar ao desenho. Colaborou em periódicos satíricos como El Mosquito (1863-1870), depois em 1879, ilustrou a primeira edição de La Vuelta de Martín Fierro de José Hernández, publicado pela Libreria del Plata em Buenos Aires. Parte das gravuras está guardada no Museu histórico nacional desta cidade, sendo que uma retrospectiva de foi exibida em uma exposição de gravuras em Rosário em 1942.
Em 1882, após o nascimento dos filhos Victor e François, mudou-se para a França, acompanhado pelo amigo e colega ilustrador brasileiro Cândido de Faria (1849-1911). Carlos tornou-se Charles, mas assinou suas obras como "Ch. Clérice", depois montou uma oficina de gravura (litografia e gravura em cobre), e produziu ilustrações para livros e revistas. Juntou-se ao seu irmão Justin, depois aos seus dois filhos, sob a denominação social “Clérice Frères”. Além de seu trabalho para muitas edições de romances populares, a assinatura de Charles Clérice apareceu regularmente nas primeiras edições de La Semaine de Suzette no início da década de 1910. Ele faleceu em 1912.
Quanto aos cartazes e partituras assinados “Clérice Frères”, é provável, dada a linha da maioria das litografias, que tenham sido executados por uma única pessoa, nomeadamente Victor Clérice. A partir dos 16 anos, Victor produziu ilustrações para o Journal des voyages em forma de história em quadrinhos, gênero que perseguiu em vários jornais populares voltados para o público jovem. Victor e seu irmão François publicaram então, entre outras coisas, uma série de livros para edições Larousse (1931-1938), bem como dois livros sobre L'Affaire du courier de Lyon (1938). Em relação à sua produção, mais de 580 imagens foram listadas até o momento.
Quanto ao irmão de Charles, Justin, ele alcançou algum sucesso como compositor. Nasceu em 16 de outubro de 1863, também em Buenos Aires, tendo continuado seus estudos no Conservatório de Paris, e depois compôs músicas para palcos de dança, balé e teatro. Depois de 1900, produziu um repertório substancial para instrumento solo, principalmente piano, explorando o renascimento da música de câmara, então muito popular. A maioria de suas partituras são ilustradas por Clérice Frères. Ele morre em 9 de setembro de 1908. 

## Illustrações
Nota: De Charles Clérice para romances de Louis Boussenard publicados em forma de série: 
- Voyages et aventures de Mademoiselle Friquette (1891)
- Aventures extraordinaires d'un homme bleu (1891)
- Le Défilé d'enfer (1891)
- Les Français au Pôle nord (1892)
- Les Secrets de Monsieur Synthèse (Librairie illustrée, 1892)
- Sans-le-sou (1897)
- L'Île en feu. Suite des Voyages et aventures de mademoiselle Friquette (Librairie illustrée, 1898)
- Les Étrangleurs du Bengale (Sans-le-sou chez les Fakirs) (Le Journal des voyages, 1901)
- L'Enfer des glaces (1902)